# Байда Марія Карпівна
Марія Карпівна Байда (нар. 1 лютого 1922 — 30 серпня 2002) — Герой Радянського Союзу (1942), в роки радянсько-німецької війни санінструктор 2-го батальйону 514-го стрілецького полку 172-ї стрілецької дивізії Приморської армії Північно-Кавказького фронту, старший сержант.

## Біографія
Народилася 1 лютого 1922 року в селі Новий Чуваш (з 1948 року — село Новосільське) Красноперекопського району Кримської Автономної Соціалістичної Радянської Республіки РРФСР (нині Красноперекопський район Автономної Республіки Крим) в селянській родині. Росіянка. У 1936 році закінчила неповну середню школу в місті Джанкої. Працювала в радгоспі, в лікарні, потім у кооперативі села Воїнки Красноперекопського району.
У Червоній Армії з 1941 року. Закінчила курси медсестер. У боях радянсько-німецької війни з вересня 1941 року. Будучи санінструктором 2-го батальйону 514-го стрілецького полку (172-та стрілецька дивізія, Приморської армії Північно-Кавказького фронту) старший сержант М. К. Байда в одному з боїв за Севастополь в травні 1942 року звільнила з полону радянського командира і кількох бійців, при цьому знищивши 15 німців.
Указом Президії Верховної Ради СРСР від 20 червня 1942 року за зразкове виконання бойових завдань командування і проявлені мужність і героїзм у боях із німцями старшому сержанту Байду Марії Карпівні присвоєно звання Героя Радянського Союзу з врученням ордена Леніна і медалі «Золота Зірка» (№ 6 183).

Могила Марії Байди

12 липня 1942 року, будучи важко пораненою, Марія Байда потрапила в полон, пройшла концтабори «Славута» і «Равенсбрюк». Звільнена американськими військами 8 травня 1945 року.
Після війни демобілізована. Жила в Севастополі. Довгі роки очолювала Севастопольський міський відділ реєстрації актів громадянського стану. Неодноразово обиралася депутатом міської ради. Померла 30 серпня 2002 року. Похована на цвинтарі Комунарів у Севастополі.

## Нагороди

### СРСР
- Медаль «Золота Зірка» (20 червня 1942)
- Орден Леніна (20 червня 1942)
- Орден Вітчизняної війни 1-го ступеня (6 квітня 1985)
- Медалі, в тому числі:
  - Медаль «За відвагу»
  - Медаль «За оборону Севастополя»[2]
  - Медаль «За перемогу над Німеччиною у Великій Вітчизняній війні 1941—1945 рр.»[2]
- Почесний громадянин Севастополя[3]

### Україна
- Почесний громадянин Автономної Республіки Крим
- Орден Богдана Хмельницького 2-го ступеня (1995)[2]

## Пам'ять

анотаційний знак

Ім'я Героїні носила піонерська дружина школи № 36 Севастополя. В 20 вересня 2005 року її ім'ям у місті також названо Комсомольський парк (Одеський яр), де встановлено анотаційний знак.
У 2003 році меморіальна дошка встановлена на будівлі ЗАГСу Ленінського району Севастополя (вулиця Очаківців, 2), в якому в 1961–1986 роках працювала М. К. Байда (скульптор В. Є. Суханов).